# Snow emergency

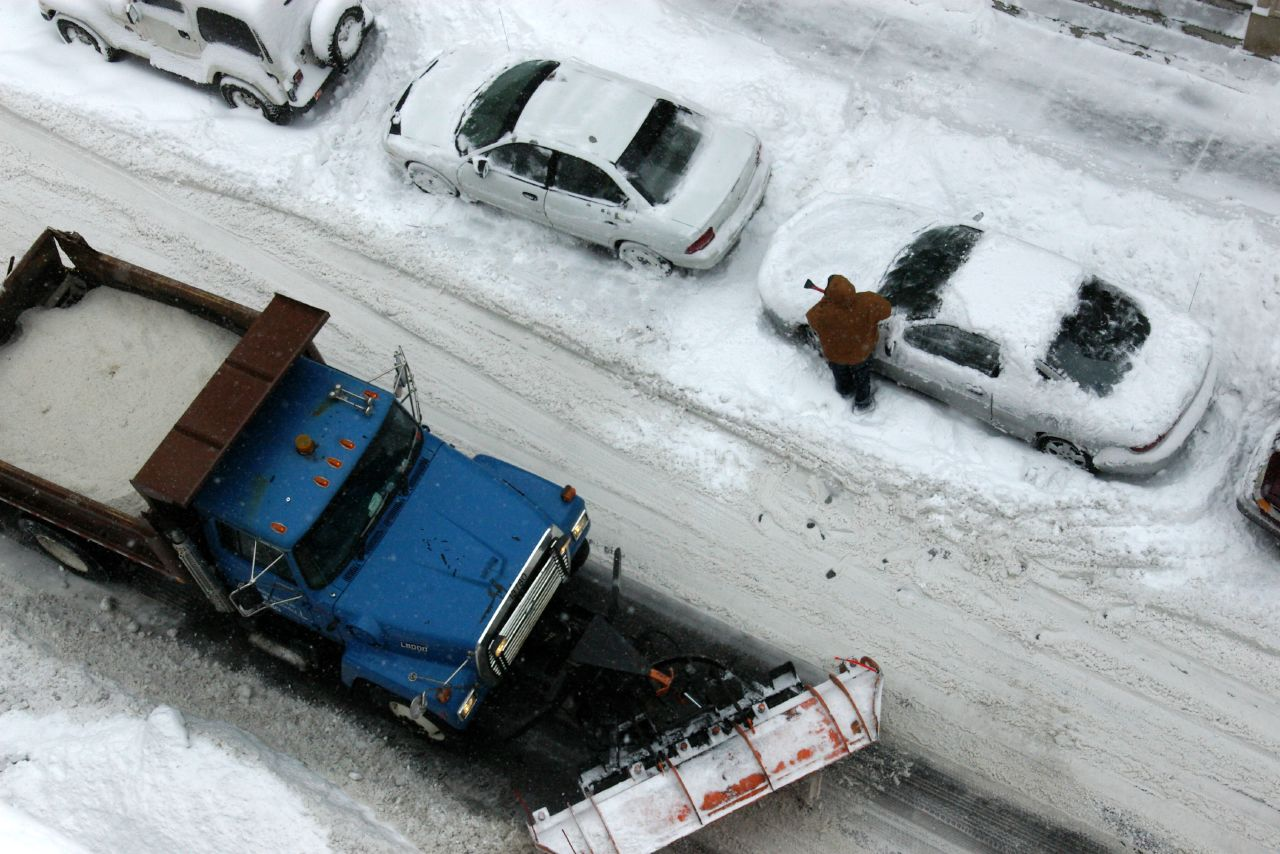
En snow emergency i Minneapolis, Minnesota, USA.

Snow Emergency är en term huvudsakligen använd i USA och Kanada för att upplysa om en större snöstorm som fyller en hel stad eller ett helt county. Vid en snow emergency kan skolor, universitet, regeringskontor och andra allmänna byggnader och institut ha stängt. Det indikerar att vissa större gator måste rensas på alla parkerade bilar så att snöplogar och andra snöröjningsmaskiner kan ta bort snö från vägarna. De större och viktigare vägarna är dock öppna hela tiden så att utryckningsfordon kan komma fram, men även för allmänna bussar och annan trafik.